# Cirsium scariosum
Cirsium scariosum, vrsta glavočike iz roda osjaka. Endem iz Meksika. Raširena je po Kanadi (Quebec, Alberta, Britanska Kolumbija) i zapadu Sjedinjenih Država
Postoji sedam varijeteta.

## Varijeteti
- Cirsium scariosum var. americanum (A.Gray) D.J.Keil
- Cirsium scariosum var. citrinum (Petr.) D.J.Keil
- Cirsium scariosum var. coloradense (Rydb.) D.J.Keil
- Cirsium scariosum var. congdonii (R.J.Moore & Frankton) D.J.Keil
- Cirsium scariosum var. robustum D.J.Keil
- Cirsium scariosum var. thorneae S.L.Welsh
- Cirsium scariosum var. toiyabense D.J.Keil

## Sinonimi
- Carduus butleri Rydb.
- Carduus drummondii var. acaulescens Coville
- Carduus lacerus Rydb.
- Carduus magnificus A.Nelson
- Carduus scariosus (Nutt.) A.Heller
- Cirsium butleri Rydb.
- Cirsium drummondii var. lanatum Petr.
- Cirsium foliosum var. minganense (Vict.) B.Boivin
- Cirsium hookerianum var. scariosum (Nutt.) B.Boivin
- Cirsium lacerum Rydb.
- Cirsium magnificum Rydb.
- Cirsium minganense Vict.

* Cirsium minganense f. album Vict. & J.Rousseau
- Cnicus scariosus A.Gray